# Duale Basis
Die duale Basis ist ein Begriff aus der linearen Algebra, der in zwei unterschiedlichen Bedeutungen auftritt:
- Zu einer gegebenen Basis eines endlichdimensionalen Vektorraums {\displaystyle V}  wird eine zugehörige duale Basis des Dualraums {\displaystyle V^{*}} konstruiert.
- Zu einer gegebenen Basis eines euklidischen Vektorraums {\displaystyle V} wird eine weitere, zur ersten duale Basis von {\displaystyle V} konstruiert, die auch reziproke Basis genannt wird.[1]

Letzteres ist der in Naturwissenschaft und Technik häufig auftretende Spezialfall {\displaystyle V\,{\stackrel {Id}{=}}\,V^{*}} des ersten Falls, und wird hier vorangestellt. Die Einführung von zwei reziproken Basissystemen erlaubt erweiterte algebraische Möglichkeiten sowie kompakte oder symmetrische und daher auch elegante Formulierungen vieler Beziehungen.:116
Der zweite Abschnitt #Duale Basis im Dualraum V* behandelt den mathematisch aufwändigeren allgemeinen Fall.

## Duale Basis im euklidischen VektorraumV
Die duale Basis wird auch reziproke Basis genannt, denn

„Vektorsätze werden zueinander reziprok genannt, wenn die Vektoren des
einen Satzes jeweils senkrecht stehen auf denjenigen Vektoren des anderen
Satzes, die abweichende Indizes haben. Bei gleich indizierten Vektoren
wird Eins gefordert.“

Mathematisch ausgedrückt mit Basisvektoren {\displaystyle \{{\vec {g}}_{1},{\vec {g}}_{2},\ldots ,{\vec {g}}_{n}\}} und reziproker Basis {\displaystyle \{{\vec {g}}^{1},{\vec {g}}^{2},\ldots ,{\vec {g}}^{n}\}} eines n-dimensionalen euklidischen Vektorraums V bedeutet das:
{\displaystyle {\vec {g}}_{i}\cdot {\vec {g}}^{j}=\delta _{i}^{j}:={\begin{cases}1&{\text{falls}}\;i=j\\0&{\text{sonst}}\end{cases}}}
mit dem Skalarprodukt „·“ des Vektorraums und dem Kronecker-Delta {\displaystyle \delta }. Dies ist die Übertragung der definierenden Eigenschaften einer Orthonormalbasis auf eine schiefwinklige Basis. Bei einer Orthonormalbasis ist die reziproke Basis identisch zur gegebenen Basis.

### Komponenten von Vektoren
Die reziproke Basis wird vor allem dazu verwendet, die Koeffizienten und Komponenten von Vektoren und Tensoren zu berechnen, beispielsweise
{\displaystyle {\vec {v}}=\sum _{i=1}^{n}v^{i}{\vec {g}}_{i}\;\rightarrow \;{\vec {v}}\cdot {\vec {g}}^{i}=\left(\sum _{j=1}^{n}v^{j}{\vec {g}}_{j}\right)\cdot {\vec {g}}^{i}=\sum _{j=1}^{n}v^{j}\delta _{j}^{i}=v^{i}\;\rightarrow \;{\vec {v}}=\sum _{i=1}^{n}({\vec {v}}\cdot {\vec {g}}^{i}){\vec {g}}_{i}}
{\displaystyle {\vec {v}}=\sum _{i=1}^{n}v_{i}{\vec {g}}^{i}\;\rightarrow \;{\vec {v}}\cdot {\vec {g}}_{i}=\left(\sum _{j=1}^{n}v_{j}{\vec {g}}^{j}\right)\cdot {\vec {g}}_{i}=\sum _{j=1}^{n}v_{j}\delta _{i}^{j}=v_{i}\;\rightarrow \;{\vec {v}}=\sum _{i=1}^{n}({\vec {v}}\cdot {\vec {g}}_{i}){\vec {g}}^{i}}
Insbesondere für die Basisvektoren ergibt sich:143
{\displaystyle {\vec {g}}_{i}=\sum _{j=1}^{n}\left({\vec {g}}_{i}\cdot {\vec {g}}_{j}\right){\vec {g}}^{j},\quad {\vec {g}}^{i}=\sum _{j=1}^{n}\left({\vec {g}}^{i}\cdot {\vec {g}}^{j}\right){\vec {g}}_{j}}
Die auftretenden Skalarprodukte {\displaystyle g_{ij}:={\vec {g}}_{i}\cdot {\vec {g}}_{j}} und {\displaystyle g^{ij}:={\vec {g}}^{i}\cdot {\vec {g}}^{j}} sind die Metrikkoeffizienten des Vektorraums. Sie haben ihren Namen daher, dass mit ihrer Hilfe geometrische Eigenschaften wie Länge, Abstand und Winkel gemessen werden können, beispielsweise:
{\displaystyle |{\vec {g}}_{j}|={\sqrt {g_{jj}}},\quad \cos({\vec {g}}_{i},{\vec {g}}_{j})={\frac {g_{ij}}{\sqrt {g_{ii}g_{jj}}}}}
wo cos(a,b) den Cosinus des Winkels zwischen den Vektoren a und b ausgibt. Durch eine Abstandsdefinition, wie z. B. den euklidischen Abstand, wird die Metrik des Raumes bestimmt.:115 Siehe auch #Tensor-Schreibweise und Krummlinige Koordinaten.

### Berechnung der reziproken Basis
Werden die Basisvektoren spaltenweise in eine Matrix eingelagert, {\displaystyle A={\begin{pmatrix}{\vec {g}}_{1}&{\vec {g}}_{2}&\dots &{\vec {g}}_{n}\end{pmatrix}}}, dann finden sich die reziproken Basisvektoren in den Zeilen der Inversen {\displaystyle A^{-1}} oder den Spalten der transponiert inversen Matrix {\displaystyle A^{\top -1}={\begin{pmatrix}{\vec {g}}^{1}&{\vec {g}}^{2}&\dots &{\vec {g}}^{n}\end{pmatrix}}}. Mit der Standardbasis ê1,2,…,n und dem dyadischen Produkt „⊗“ schreibt sich das:
{\displaystyle A=\sum _{j=1}^{n}{\vec {g}}_{j}\otimes {\hat {e}}_{j},\;A^{-1}=\sum _{i=1}^{n}{\hat {e}}_{i}\otimes {\vec {g}}^{i},\;A^{\top -1}=\sum _{i=1}^{n}{\vec {g}}^{i}\otimes {\hat {e}}_{i}}
denn
{\displaystyle A^{-1}A=\left(\sum _{i=1}^{n}{\hat {e}}_{i}\otimes {\vec {g}}^{i}\right)\left(\sum _{j=1}^{n}{\vec {g}}_{j}\otimes {\hat {e}}_{j}\right)=\sum _{i,j=1}^{n}{\hat {e}}_{i}\otimes \delta _{j}^{i}{\hat {e}}_{j}=\sum _{i=1}^{n}{\hat {e}}_{i}\otimes {\hat {e}}_{i}=E_{n}}
wo {\displaystyle E_{n}} für die Einheitsmatrix steht. Bemerkenswert ist
{\displaystyle {\begin{array}{rll}E_{n}&=AA^{-1}&\!\!\!\!=\displaystyle \left(\sum _{j=1}^{n}{\vec {g}}_{j}\otimes {\hat {e}}_{j}\right)\left(\sum _{i=1}^{n}{\hat {e}}_{i}\otimes {\vec {g}}^{i}\right)=\sum _{i,j=1}^{n}{\vec {g}}_{j}\otimes \delta _{ji}{\vec {g}}^{i}=\sum _{i=1}^{n}{\vec {g}}_{i}\otimes {\vec {g}}^{i}\\&=E_{n}^{\top }&\!\!\!\!=\displaystyle \sum _{i=1}^{n}{\vec {g}}^{i}\otimes {\vec {g}}_{i}\end{array}}}

### Spezialfall R3
Im Vektorraum {\displaystyle \mathbb {R} ^{3}} mit Standardskalarprodukt "·" und Kreuzprodukt "×"  findet sich mit obiger Gleichung und der Formel für Matrizeninversion:
{\displaystyle {\begin{aligned}{\vec {g}}^{1}=&{\frac {{\vec {g}}_{2}\times {\vec {g}}_{3}}{{\vec {g}}_{1}\cdot ({\vec {g}}_{2}\times {\vec {g}}_{3})}}={\frac {{\vec {g}}_{2}\times {\vec {g}}_{3}}{\begin{vmatrix}{\vec {g}}_{1}&{\vec {g}}_{2}&{\vec {g}}_{3}\end{vmatrix}}}\\{\vec {g}}^{2}=&{\frac {{\vec {g}}_{3}\times {\vec {g}}_{1}}{{\vec {g}}_{2}\cdot ({\vec {g}}_{3}\times {\vec {g}}_{1})}}={\frac {{\vec {g}}_{3}\times {\vec {g}}_{1}}{\begin{vmatrix}{\vec {g}}_{1}&{\vec {g}}_{2}&{\vec {g}}_{3}\end{vmatrix}}}\\{\vec {g}}^{3}=&{\frac {{\vec {g}}_{1}\times {\vec {g}}_{2}}{{\vec {g}}_{3}\cdot ({\vec {g}}_{1}\times {\vec {g}}_{2})}}={\frac {{\vec {g}}_{1}\times {\vec {g}}_{2}}{\begin{vmatrix}{\vec {g}}_{1}&{\vec {g}}_{2}&{\vec {g}}_{3}\end{vmatrix}}}\end{aligned}}}
Im Nenner der Brüche steht das mit den Basisvektoren gebildete Spatprodukt, das invariant gegenüber einer zyklischen Vertauschung seiner Argumente ist, und das gleich der Determinante der Matrix ist, die aus den Basisvektoren gebildet wird. Die definierende Eigenschaft ist hier sofort ersichtlich.

### Anwendung aus der Kristallographie
Die Bestimmung dieser dualen Basis im {\displaystyle \mathbb {R} ^{3}} ist bei der Beschreibung von Kristallgittern wichtig. Dort bilden die primitiven Gittervektoren {\displaystyle \{{\vec {a}}_{1},{\vec {a}}_{2},{\vec {a}}_{3}\}} eine (i. A. nicht orthonormale) Basis des {\displaystyle \mathbb {R} ^{3}}. Das Skalarprodukt zwischen Basisvektoren der reziproken Basis {\displaystyle {\vec {b}}_{i}} und primitiven Gittervektoren {\displaystyle {\vec {a}}_{j}} ist in der kristallographischen Konvention:
{\displaystyle {\vec {b}}_{i}\cdot {\vec {a}}_{j}=\delta _{ij}},
{\displaystyle \{{\vec {b}}_{1},{\vec {b}}_{2},{\vec {b}}_{3}\}} ist also die zu {\displaystyle \{{\vec {a}}_{1},{\vec {a}}_{2},{\vec {a}}_{3}\}} duale Basis im {\displaystyle \mathbb {R} ^{3}}.
Beispiel: Die primitiven Gittervektoren des kubisch-flächenzentrierten (fcc) Gitters lauten:
{\displaystyle {\vec {a}}_{1}={\frac {a}{2}}\left({\hat {e}}_{y}+{\hat {e}}_{z}\right)}
{\displaystyle {\vec {a}}_{2}={\frac {a}{2}}\left({\hat {e}}_{x}+{\hat {e}}_{z}\right)}
{\displaystyle {\vec {a}}_{3}={\frac {a}{2}}\left({\hat {e}}_{x}+{\hat {e}}_{y}\right)}
Obige Gleichungen für den {\displaystyle \mathbb {R} ^{3}} ergeben:
{\displaystyle {\vec {b}}_{1}={\frac {1}{a}}\left(-{\hat {e}}_{x}+{\hat {e}}_{y}+{\hat {e}}_{z}\right)}
{\displaystyle {\vec {b}}_{2}={\frac {1}{a}}\left({\hat {e}}_{x}-{\hat {e}}_{y}+{\hat {e}}_{z}\right)}
{\displaystyle {\vec {b}}_{3}={\frac {1}{a}}\left({\hat {e}}_{x}+{\hat {e}}_{y}-{\hat {e}}_{z}\right)}
Diese bilden ein kubisch-raumzentriertes (bcc) Gitter.

### Formale Definition und Berechnung
Sei {\displaystyle \{{\vec {a}}_{1},\dotsc ,{\vec {a}}_{n}\}} eine beliebige Basis eines euklidischen Vektorraums {\displaystyle V}. Die dazu duale Basis {\displaystyle \{{\vec {a}}_{1}^{*},\dotsc ,{\vec {a}}_{n}^{*}\}} in {\displaystyle V} ist definiert durch die Eigenschaft
{\displaystyle {\vec {a}}_{i}^{*}\cdot {\vec {a}}_{j}=\delta _{ij}},
Hierbei bezeichnet {\displaystyle \cdot } das Skalarprodukt.
Weiter sei {\displaystyle \{{\hat {e}}_{1},\dotsc ,{\hat {e}}_{n}\}} eine Orthonormalbasis in {\displaystyle V},   {\displaystyle \textstyle {\vec {a}}_{j}=\sum _{k}A_{kj}{\hat {e}}_{k}} beschreibe den Basiswechsel mit der invertierbaren Matrix {\displaystyle A}.
Durch Vergleichen von
{\displaystyle \left(\sum _{k}A_{ik}^{-1}{\hat {e}}_{k}\right)\cdot {\vec {a}}_{j}=\sum _{k}A_{ik}^{-1}A_{kj}=\delta _{ij}}
mit {\displaystyle {\vec {a}}_{i}^{*}\cdot {\vec {a}}_{j}=\delta _{ij}} ergibt sich
{\displaystyle {\vec {a}}_{i}^{*}=\sum _{k}A_{ik}^{-1}{\hat {e}}_{k}}.
Mit dem dyadischen Produkt {\displaystyle \otimes } schreibt sich das wie eingangs angegeben.

### Verallgemeinerung auf pseudo-riemannsche Metrik
Im endlichdimensionalen Vektorraum {\displaystyle V} mit pseudo-riemannscher Metrik {\displaystyle g} und einer Basis {\displaystyle \{{\vec {e}}_{1},\dotsc ,{\vec {e}}_{n}\}} betrachte den Dualvektor {\displaystyle \alpha _{i}} definiert durch
{\displaystyle \alpha _{i}({\vec {v}}):=e_{1}^{*}\wedge e_{2}^{*}\wedge \dotsc \wedge e_{n}^{*}({\vec {e}}_{1},{\vec {e}}_{2},\dotsc ,{\vec {e}}_{i-1},{\vec {v}},{\vec {e}}_{i+1},\dotsc ,{\vec {e}}_{n})}.
Dann gilt
{\displaystyle g({\vec {e}}_{i}^{*},{\vec {e}}_{j})=\delta _{ij}}   mit {\displaystyle {\vec {e}}_{i}^{*}:=\sharp \alpha _{i}}.
Dabei ist {\displaystyle e_{i}^{*}} der duale Vektor im Dualraum aus der ersten Bedeutung, {\displaystyle \wedge } das äußere Produkt und {\displaystyle \sharp } der durch die pseudo-riemannsche Metrik induzierte Isomorphismus zwischen {\displaystyle V^{*}} und {\displaystyle V}.

## Duale Basis im DualraumV*

### Definition
Es sei {\displaystyle V} ein {\displaystyle n}-dimensionaler Vektorraum über einem Körper {\displaystyle K}. (In Anwendungen ist der Körper oft {\displaystyle \mathbb {R} } oder {\displaystyle \mathbb {C} }.) Weiter sei {\displaystyle \{e_{1},\dotsc ,e_{n}\}} eine Basis von {\displaystyle V}.
Dann gibt es zu jedem {\displaystyle i\in \{1,\dots ,n\}} genau eine lineare Abbildung {\displaystyle e_{i}^{*}:V\rightarrow K} mit {\displaystyle e_{i}^{*}(e_{i})=1} und {\displaystyle e_{i}^{*}(e_{j})=0} für {\displaystyle j\neq i}, denn eine lineare Abbildung ist durch die Bilder auf einer Basis eindeutig bestimmt. Die so definierten  {\displaystyle e_{i}^{*}} bilden eine Basis {\displaystyle \{e_{1}^{*},\dotsc ,e_{n}^{*}\}} des Dualraums {\displaystyle V^{*}}, welche zur Basis von {\displaystyle V} dual ist. Mit der Kronecker-Delta-Schreibweise, ist also die definierende Eigenschaft der dualen Basis {\displaystyle e_{i}^{*}(e_{j})=\delta _{ij}}.

### Beispiel
Sei {\displaystyle \{e_{1},e_{2},e_{3}\}=\{1,x,x^{2}\}} die Monombasis des Vektorraums {\displaystyle V=\mathbb {P} _{2}} der Polynome mit maximalem Grad 2. Wir definieren den Dualraum bezüglich des Skalarprodukts {\displaystyle \langle \cdot ,\cdot \rangle =\langle \cdot ,\cdot \rangle _{L^{2}(-1,1)}}. Dann bilden die linearen Abbildungen {\displaystyle \{e_{1}^{*},e_{2}^{*},e_{3}^{*}\}={\Big \{}{\big \langle }\cdot \,,-{\tfrac {15}{8}}x^{2}+{\tfrac {9}{8}}{\big \rangle },{\big \langle }\cdot \,,{\tfrac {3}{2}}x{\big \rangle },{\big \langle }\cdot \,,{\tfrac {45}{8}}x^{2}+{\tfrac {-15}{8}}{\big \rangle }{\Big \}}} die duale Basis des {\displaystyle V^{*}}.

### Verhalten bei Basiswechsel
Sei {\displaystyle \{e_{1},\dotsc ,e_{n}\}} eine Basis von {\displaystyle V} und {\displaystyle \{e_{1}^{*},\dotsc ,e_{n}^{*}\}} die zugehörige duale Basis. Weiter sei {\displaystyle \{a_{1},\dotsc ,a_{n}\}} eine zweite Basis von {\displaystyle V} mit {\displaystyle a_{j}=\sum _{k}A_{kj}e_{k}}.
Als Matrix eines Basiswechsels ist {\displaystyle A} invertierbar. Die Komponenten der Inversen {\displaystyle A^{-1}} seien mit {\displaystyle A_{ik}^{-1}} bezeichnet. Ein Vergleich von
{\displaystyle \sum _{k}A_{ik}^{-1}{e}_{k}^{*}(a_{j})=\sum _{k}A_{ik}^{-1}A_{kj}=\delta _{ij}}
mit der definierenden Eigenschaft {\displaystyle a_{i}^{*}(a_{j})=\delta _{ij}} ergibt sofort das Transformationsverhalten der dualen Basis:
{\displaystyle a_{i}^{*}=\sum _{k}A_{ik}^{-1}e_{k}^{*}}.

### Berechnung bezüglich einer festen Basis
Ein endlichdimensionaler Vektorraum der Dimension {\displaystyle n} über dem Körper {\displaystyle K} ist stets isomorph zum Koordinatenraum {\displaystyle K^{n}} der Spalten-Vektoren mit Einträgen aus {\displaystyle K}.
Wählt man als Isomorphismus
{\displaystyle e_{1}\mapsto {\begin{pmatrix}1\\0\\0\\\vdots \end{pmatrix}}},  {\displaystyle e_{1}^{*}\mapsto \left(1,0,0,\dotsc \right)}  usw.,
wird {\displaystyle a_{i}^{*}} gemäß obigem abgebildet auf die i-te Zeile von {\displaystyle A^{-1}}.

### Tensor-Schreibweise
Im Tensor-Formalismus der Relativitätstheorie schreibt man die Basis eines Vektorraumes (wie etwa eines Tangentialraums) mit oberen Indizes, {\displaystyle (e^{i})_{i}}, nennt diese Vektoren kontravariant und versteht diese als Spalten-Vektoren. Die zugehörige kovariante Basis ist dann genau die oben vorgestellte duale Basis in Form von Zeilen-Vektoren. Diese schreibt man dann mit unteren Indizes, {\displaystyle (e_{i})_{i}}. Die definierende Bedingung lautet dann {\displaystyle e^{j}e_{i}=\delta _{i}^{j}}.
Der Grund für diese Schreibweise ist das unterschiedliche Transformationsverhalten der Vektoren bei Basiswechsel.
Ist {\displaystyle L} die lineare Transformation, die eine Basis {\displaystyle (e^{i})_{i}} auf eine andere {\displaystyle (e'^{i})_{i}} abbildet, so gilt:
{\displaystyle \delta _{i}^{j}=e^{j}e_{i}=e^{j}L^{-1}Le_{i}=e^{j}L^{-1}e'^{i}}
und man liest ab, dass sich die duale Basis mittels {\displaystyle L^{-1}} transformiert. Betrachtet man Koordinaten bezüglich der Basen, so findet man ähnliche Verhältnisse.
Ist etwa {\displaystyle L=(l_{\ j}^{i})} und ist {\displaystyle L^{-1}=({\tilde {l}}_{\ j}^{i})}, so gilt bei Beachtung der Einsteinschen Summenkonvention für einen Vektor {\displaystyle v=\lambda _{i}e^{i}}:
{\displaystyle v=\lambda _{i}e^{i}=\lambda _{i}\delta _{j}^{i}e^{j}=\lambda _{i}{\tilde {l}}_{\ k}^{i}l_{\ j}^{k}e^{j}=\lambda _{i}{\tilde {l}}_{\ k}^{i}e'^{k}}.
Der Koeffizient von {\displaystyle v} zum Basisvektor {\displaystyle e'^{k}} ist also {\displaystyle \lambda _{i}{\tilde {l}}_{\ k}^{i}}, das heißt die Koeffizienten transformieren sich ebenfalls mittels der inversen Transformationsmatrix. Generell schreibt man alle (kontravarianten) Größen, die sich mittels {\displaystyle L} transformieren, mit oberen Indizes und alle (kovarianten) Größen, die sich gegenläufig, also mittels {\displaystyle L^{-1}} transformieren, mit unteren Indizes.